# Abarim

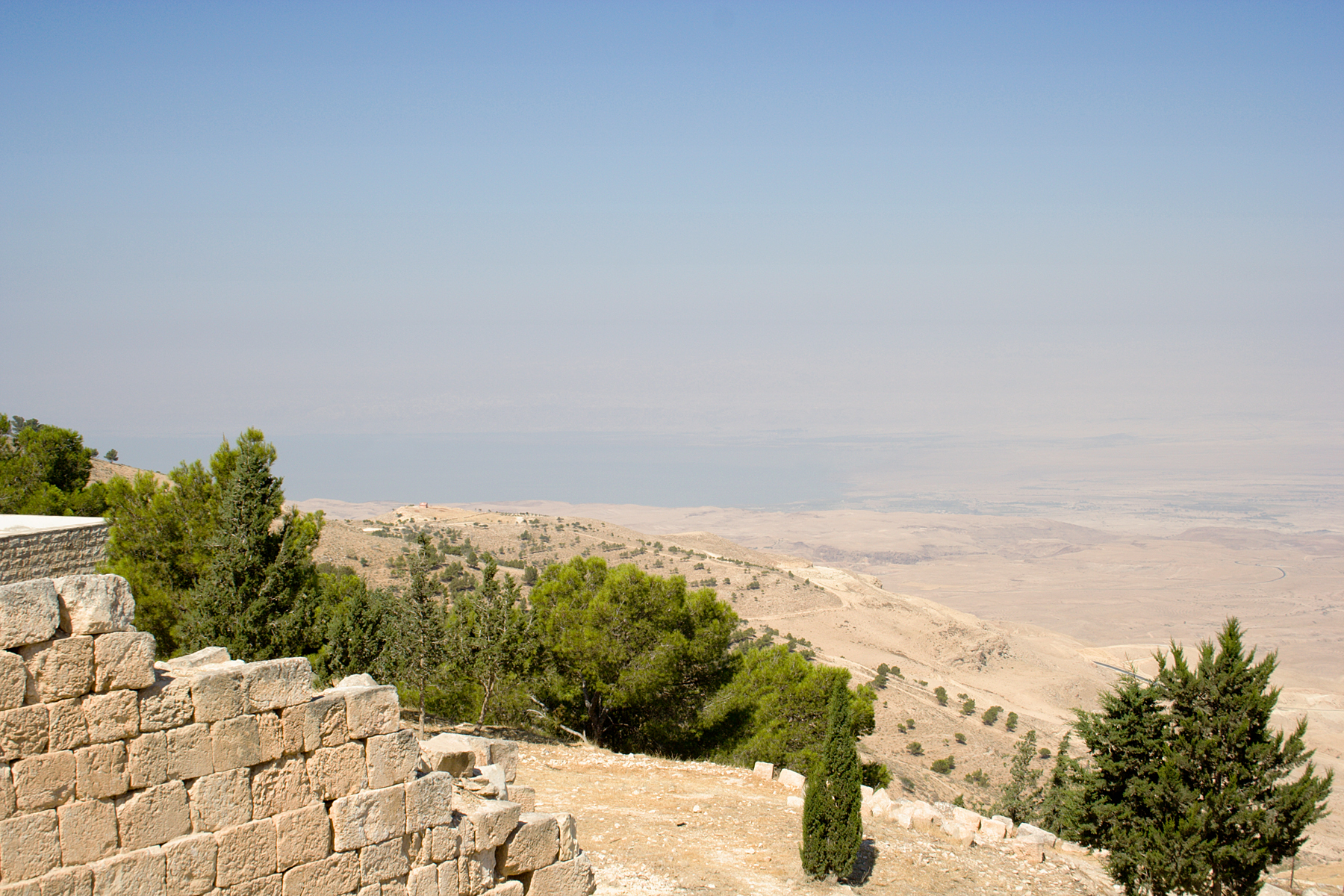
Widok z Góry Nebo na Morze Martwe

Abarim (hebr. הָרֵי הָעֲבָרִים, Har Ha-'Abarim, Harei Ha-'Abarim – według Wulgaty góry przejścia) – niewysokie pasmo górskie wzdłuż wschodniego wybrzeża Morza Martwego (starożytny Moab, obecnie Jordania), przecięte przez Wadi el Modszib, a ku północy przez Serka Main. Najwyższy szczyt Dżebel Attarus wznosi się pomiędzy dolinami dwóch rzek.

## Znaczenie religijne
W górach Abarim Balaam, prorok pogański, wygłosił przepowiednię o Gwieździe z Jakuba (Księga Liczb 24).
[...] Gdy Balaam spostrzegł, że dobre jest w oczach Pana błogosławienie Izraela, nie odszedł wcale, jak przedtem, aby szukać wróżb, lecz twarz obrócił ku pustyni. Gdy więc podniósł oczyi zobaczył Izraela rozłożonego obozem według swoich pokoleń, ogarnął go Duch Boży i zaczął głosić swoje pouczenie, mówiąc: Wyrocznia Balaama, syna Beora; wyrocznia męża, który wzrok ma przenikliwy; [...] 
Północna część tego pasma nazywa się Pisga, gdzie znajduje się góra Nebo. Na górze tej Izrael zatrzymał się przed przebyciem Jordanu (Księga Liczb 33,47). 
"Wyruszyli z Almon-Diblataim i rozbili obóz na górach Abarim, naprzeciw Nebo."
Góra Nebo jest także miejscem śmierci Mojżesza (Księga Powtórzonego Prawa 34,5).
"Tam, w krainie Moabu, według postanowienia Pana, umarł Mojżesz, sługa Pański. I pochowano go w dolinie krainy Moabu naprzeciw Bet-Peor, a nikt nie zna jego grobu aż po dziś dzień"
Po zdobyciu Jerozolimy przez Chaldejczyków Jeremiasz ukrył na górze Nebo Arkę Przymierza, namiot i ołtarz kadzenia (2 Księga Machabejska 2,5).
"Kiedy zaś wszedł na górę, na którą Mojżesz wstąpił i [z której] przyglądał się dziedzictwu Bożemu, przyszedłszy tam znalazł Jeremiasz pomieszczenie w postaci pieczary. Umieścił tam namiot, arkę i ołtarz kadzenia, a wejście zarzucił kamieniami."